# Anna Hamilton Phelan
Anna Hamilton Phelan ist eine US-amerikanische Drehbuchautorin.

## Leben
Phelan wuchs in Pennsylvania auf. Ihr Studium am Emerson College in Boston schloss sie 1965 mit einem Bachelor of Arts in Theaterwissenschaften ab. Sie strebte zunächst eine Karriere am Theater in New York City an und begann bald damit, Monologe für sich und später auch für andere Schauspieler zu verfassen. Nach einigen Jahren in New York zog sie nach Los Angeles. Dort war sie als Schauspielerin in Kleinstrollen im Fernsehen zu sehen, wenngleich Phelan rückblickend ihre Leistung als „nicht besonders gut“ bezeichnete.
So kombinierte Phelan ihre gesammelten Monologe mit Texten feministischer Autoren und ging mit dem Solo-Stück Corsages and Ketchup in den frühen 1970er Jahren auf Tour. Danach gründete sie eine Familie und zog sich von der Schauspielerei komplett zurück.
Während einer Ausbildung im Harbor General Hospital lernte sie den an Kraniodiaphysärer Dysplasie leidenden Teenager Roy L. Dennis (1961–1978) und später auch dessen Mutter Florence „Rusty“ Tullis (1936–2006) kennen, von der sie die Rechte für die Lebensgeschichte ihres Sohnes erwarb. Sie konzentrierte sich fortan auf das Verfassen von Drehbüchern und besuchte dafür zunächst zwei Kurse beim Drehbuch-Guru Syd Field. Während des zweiten Kurses entstand das Drehbuch zu Die Maske, das 1985 von Regisseur Peter Bogdanovich verfilmt wurde. Ihr Debütwerk brachte Phelan bei den Writers Guild of America Awards in der Kategorie Best Original Screenplay eine Nominierung ein.
Danach bekam sie vom MCA Motion Picture Group Chairman Frank Price das Angebot, die Autobiografie der Verhaltensforscherin Dian Fossey zu adaptieren, was sie aber zunächst ablehnte, da sie in dem stark wissenschaftlich geprägten Text keine Story für ein Drehbuch sah. Nach dem Mord an Fossey überdachte sie ihre Entscheidung und verfasste das Drehbuch, das von Michael Apted als Gorillas in the Mist verfilmt wurde. Die Arbeit für den auch an den Kinokassen erfolgreichen Film brachte Phelan bei der Oscarverleihung 1989 gemeinsam mit Tab Murphy eine Nominierung in der Kategorie Bestes adaptiertes Drehbuch ein.
In den 1990er Jahren entstanden auf Basis ihrer Drehbücher Filme wie In Love and War, Durchgeknallt und Chains. Gemeinsam mit Ronald Bass verfasste sie das Drehbuch zur Filmbiografie Amelia, die das Leben der Flugpionierin Amelia Earhart behandelt.
Im März 2008 feierte das Musical Mask im Pasadena Playhouse seine Premiere, wobei Phelan ihr Buch für das Musical selbst adaptierte; die Musik schrieben Barry Mann und Cynthia Weil.
Anna Hamilton Phelan ist verheiratet und hat einen Sohn und eine Tochter.

## Filmografie (Auswahl)
- 1985: Die Maske (The Mask)
- 1987: Homeland – Gewalt im Untergrund (Into the Homeland, Fernsehfilm)
- 1988: Gorillas im Nebel (Gorillas in the Mist)
- 1996: In Love and War
- 1999: Durchgeknallt (Girl, Interrupted)
- 1999: Chains
- 2009: Amelia